# Stazione di Aioi
La stazione di Aioi (相生駅?, Aioi-eki) è una stazione ferroviaria della cittadina di Aioi, nella prefettura di Hyōgo. È gestita da JR West e viene servita dalle linee linea principale Sanyō e linea Akō, nonché dal treno ad alta velocità Sanyō Shinkansen. È l'unica stazione della prefettura di Hyōgo dove non ferma il Nozomi Shinkansen.

## Linee

### Treni
JR West
Linea principale Sanyō
Linea Akō
Sanyō Shinkansen

## Stazioni adiacenti
| «                      | Servizio               | »                      |
| Linea principale Sanyō | Linea principale Sanyō | Linea principale Sanyō |
| ---------------------- | ---------------------- | ---------------------- |
| Tatsuno                | Locale Rapido Speciale | Une                    |
| Linea Akō              |                        |                        |
| (Tatsuno)              | Locale Rapido Speciale | Nishi-Aioi             |
| Sanyō Shinkansen       |                        |                        |
| Himeji                 | -                      | Okayama                |